# Исхаков, Зиновий Генатулаевич
Зиновий Генатулаевич Исхаков (тат. Зиннәтулла Гыйниятулла улы Исхаков; 1908—1958) — полковник Советской Армии, участник Великой Отечественной войны, Герой Советского Союза (1945).

## Биография
Зиновий Исхаков родился 4 (по новому стилю — 17) августа 1908 года в селе Новые Ургагары  Спасского уезда Казанской губернии Российской империи (ныне — Алькеевский район Татарстана) в крестьянской семье. Татарин. После окончания восьми классов школы в 1923 году работал заместителем председателя одного из астраханских райисполкомов. В 1931 г. вступил в ВКП(б). В июне 1935 года Исхаков был призван на службу в Рабоче-крестьянскую Красную Армию. Окончил курсы политсостава и военно-политическое училище в 1937 году. Служил во 2-м Орджоникидзевском военном училище Северо-Кавказского военного округа. Участник Великой Отечественной войны с 25 августа 1941 года, военный комиссар 1147-го стрелкового полка 353-й стрелковой дивизии 56-й армии Южного фронта. В августе 1942 года был направлен на Высшие курсы усовершенствования политического состава РККА. В 1943 году окончил курсы «Выстрел». Был ранен 1 мая 1943 года. С 12 мая 1943 года майор, позднее подполковник Исхаков командовал 13-м гвардейским воздушно-десантным полком 1-й гвардейской воздушно-десантной дивизии Северо-Западного фронта, а с 9 сентября 1943 года 37-й армии Степного фронта, а позднее 53-й армии 2-го Украинского фронта.
«Нелегкая задача была поставлена перед воздушными десантниками в ходе Корсунь-Шевченковской операции. Советские воины прорвали вражескую оборону, в образовавшийся коридор устремилась ударная группа. Фашистское командование стремилось во что бы то ни стало ликвидировать брешь в своей обороне. Оно бросило сюда крупную группировку танков, пехоту. Атаки противника следовали одна за другой. Но советские воины не дали возможности фашистам закрыть брешь, отрезать прорвавшиеся на запад войска от главных сил фронта. Вскоре полк Исхакова вышел на государственную границу».
Начиная с 20 августа 1944 года полк Исхакова успешно вёл боевые действия на территории Румынии. Противник большими силами пытался перерезать единственную дорогу, которая связывала части советских войск с тылом. Десять дней — с 14 по 24 сентября — немцы почти непрерывно штурмовали позиции наших бойцов. Полк отразил 25 вражеских атак, нанес противнику большие потери. Затем новая упорная схватка— около Дебрецена. Там в окружении вел бой 6-й кавалерийский корпус. Командование приказало Исхакову пробиться к окруженным войскам и обеспечить кавалеристов всем необходимым. В ночь с 24 на 25 октября 1944 года подразделения полка успешно переправились через реку Тиса к северу от венгерского города Сольнок и захватили плацдарм, который удерживали в течение 5 дней, ежедневно отражая по 6-7 вражеских контратак. 6 ноября 1944 года полк во второй раз форсировал Тису к западу от Тисафюреда и через две недели вышел к предгорьям Карпат в районе города Верпелет. 
Указом Президиума Верховного Совета СССР от 24 марта 1945 года подполковник Зиновий Исхаков был удостоен высокого звания Героя Советского Союза с вручением ордена Ленина и медали «Золотая Звезда» за номером 3766. 
В должности командира полка он прошёл боевой путь от Днепра через всю Румынию, Венгрию и Чехословакию до города Прага, а в июне 1945 года был переброшен на Дальний Восток в состав Забайкальского фронта. В период преследования японцев от границы Монголии в трудных условиях безводно-песчаной степи и бездорожья через хребет Большого Хингана полк совершил ускоренный марш, с ходу форсировал горную реку Ляохэ и без потерь вышел в район города Тунляо, сохранив материальную часть и конский состав, чем содействовал очищению Манчжурии от японцев и общему успеху Красной армии в разгроме Квантунской армии. 
После окончания войны Исхаков продолжил службу в Советской Армии. В 1950 году окончил Военную академию имени М. В. Фрунзе. Проживал в Перми и руководил Пермским военным авиационным училищем. Скончался 5 июля 1958 года. Похоронен на Егошихинском кладбище Перми в квартале № 9 за Всехсвятской церковью.

## Воинские звания
Батальонный комиссар;
Майор;
Подполковник;
Полковник.

## Награды
- Герой Советского Союза (Орден Ленина и медаль «Золотая звезда») (24.03.1945);
- два ордена Красного Знамени (06.11.1943, 30.12.1956);
- орден Суворова III степени (23.09.1945);
- орден Александра Невского (31.08.1944);
- орден Красной Звезды (15.11.1950);
- медаль «За оборону Кавказа» (01.05.1944);
- медаль «За победу над Германией в Великой Отечественной войне 1941–1945 гг.» (09.05.1945);
- медаль «За победу над Японией» (30.09.1945);
- медаль «За боевые заслуги» (06.11.1945)[2];
- и другие медали[3].

- Его имя носит улица Перми, а также мемориальная доска установлена в 2003 году на доме где он жил в Перми на Осинской ул., 2А (скульптор Равиль Исмагилов) по инициативе Татаро-башкирской культурно-национальной ассоциации при поддержке администрации города.[5]